# Bradystichus panie
Bradystichus panie là một loài nhện trong họ Pisauridae.
Loài này thuộc chi Bradystichus. Bradystichus panie được Norman I. Platnick & Raymond Robert Forster miêu tả năm 1993.